# الملاكمون (فلم)
الملاكمون هو فيلم درامي رياضي هندي صدر عام 2017. شارك في كتابته وإنتاجه وإخراجه أنوراغ كاشياب وهو من إنتاج شركة كولر يالاو برودكشن وفانتوم فيلمز للمخرج أناند راي، ومن بطولة فينيت كومار سينغ، زويا حسين، رافي كيشان وجيمي شيرجيل. تدور أحداث الفيلم حول شارفان كومار (سينغ)، الملاكم الطموح، الذي يقع في حب ابنة أخت رئيس اتحاد الملاكمة، باغوان داس ميشرا (شيرجيل). كتب كاشياب، سينغ، موكتي سينغ سرينيت، كدساتيام، رانجان تشاندل وبراسون ميشرا السيناريو. قام كل من آرتي باجاج وأنكيت بييادهار بتحرير الفيلم، بينما عمل شانكر رامان وراجيف رافي وجايش ناير كمخرجين للتصوير الفوتوغرافي.
فكرة الفيلم ترجعُ لسينغ، لكنّه من كتابة أخته موكتي سينغ، بناءً على ملاحظاته حول تجارب العديد من الرياضيين في الهند. رفضه العديد من المنتجين حتى وافق كاشياب على صنع الفيلم إذا أصبح سينغ ملاكمًا حقيقيًا. للتحضير، ذهب سينغ إلى معهد نيتاجي سوبهاس الوطني للرياضة، حيث تدرب في الملاكمة لمدة عام.
تم عرض الملاكمون لأول مرة في قسم العروض التقديمية الخاصة في مهرجان تورنتو السينمائي الدولي 2017 وتم عرضه أيضًا في مهرجان مومباي السينمائي 2017. تم إصداره مسرحيًا في الهند في 12 يناير 2018 وحظي بمراجعات إيجابية في الغالب، مع إشادة خاصة بأداء سينغ. حقق الفيلم 10.51 كرور روبية هندية (1٫7 مليون دولار أمريكي) في شباك التذاكر. في حفل توزيع جوائز فيلم فير 64، رُشّح الفيلم للمنافسة على ثلاث جوائز بما في ذلك أفضل فيلم/عمل وأفضل ممثل وأفضل قصة لأنوديب سينغ. فاز فيكرام داهية وسونيل رودريغيز بجائزة أفضل عمل.

## الحبكة
شرافان سينغ ملاكم مكافح يعمل مع سياسي محلي ورئيس اتحاد الملاكمة الحكومي بهاجوان داس ميشرا. يبتعد بعد أن جعلته ميشرا يؤدي المهام والمهمات المنزلية فقط بدلاً من تدريب الملاكمة. يقع سينغ في حب ابنة أخت ميشرا البكم. يطلب منه والدها الحصول على وظيفة أولاً قبل التفكير في الزواج منها. للحصول على الوظيفة يحاول سينغ دخول البطولة على مستوى الولاية ولكن لم يتم اختياره بسبب ميشرا، ثم غادر إلى فاراناسي وأشرفَ بتدريبه المدرب المحلي سانجاي كومار.
يهزم سينغ ملاكم ميشرا ويفوز بميدالية وبعد ذلك يحصل على وظيفة في السكك الحديدية الهندية. سينغ وسنين متزوجان كما وعد والدها. ومع ذلك يحتقر ميشرا الزواج ويهدد شقيقه. يحاول سينغ تحقيق التوازن بين وظيفته وتدريبه وحياته الأسرية وتعلم لغة الإشارة بناءً على طلب زوجته. في هذه الأثناء يحاول رئيسه في المكتب مضايقته من خلال الضغط عليه كثيرًا في العمل. يطردُ ميشرا عائلتها من منزلهم. يذهبون إلى قرية أجدادهم للعيش ولكن يتم احتجازهم من قبل خدم ميشرا في منزل قريته. ميشرا كسر أيضا ساق أخيه.
في وقت لاحق في منزل سانجاي كومار تعرض كل من كومار وسينغ لهجوم من قبل حشد بعد اتهامهما زوراً بتناول لحم البقر. أصيب كومار بجروح خطيرة في الهجوم وتم إدخاله إلى وحدة العناية المركزة؛ سينغ ينجو من الهجوم. ثم يحاول العثور على زوجته لكنه يفشل. سينغ يقاتل ويتأهل لنهائي البطولة الوطنية. تمكنت زوجته وأمها من الاتصال بسينغ وإخباره بمكان وجودهما. يذهب سينغ إلى هناك وينقذ زوجته وعائلتها. تمكن ميشرا من استبعاد سينغ لأسباب صحية لكنه أعاده بعد اعتذار سينغ. يطلب ميشرا أيضًا أن يخسر سينغ المباراة ويتقاعد من الملاكمة. سينغ يخسر المباراة النهائية.

## الإنتاج

### التطوير
قال الممثل فينيت كومار سينغ إنه لم يكن يحصل على نوع العمل الذي يريده في الأفلام، لذلك قرر كتابة سيناريو خاص به عن الملاكمة، لأنه يتمتع بخلفية رياضية، حيث كان لاعب كرة سلة على المستوى الوطني ولعب في السادسة. ألعاب على المستويات المصغرة والفرعية. جاءت فكرة الفيلم إلى سينغ بناءً على ملاحظته لتجارب الرياضيين في البلاد. قال: «لقد رأيت الكثير من القصص مثل هذه، والتي بقيت معي على مر السنين. لقد كتبت هذا الفيلم لأنني أردت أن ألعب هذه الشخصية وعرفت أن الطريقة الوحيدة للقيام بذلك هي من خلال كتابتها بنفسي.» كتب سينغ السيناريو مع أخته، لاعبة كرة السلة موكتي سينغ سرينيت، في عام 2013 وسعى للحصول على ممول لذلك. نظر إلى «معاناة اللاعب - أولئك الذين لم يتمكنوا من العثور على طريقهم لأنهم لم يتمكنوا من الوصول إلى ما كانوا يريدون؛ الظروف السيئة التي عاشوا فيها ولعبوا ومارسوا فيها». وذكر حادثة واحدة أدت إلى كتابة السيناريو وهي رؤية كبيره، الذي فاز بعدة ميداليات في الملاكمة وظهرت صوره في الصحيفة، «ينقل الأمتعة خلسة» في محطة سكة حديد فاراناسي جانكشن لتغطية نفقاته. عندما رآه سينغ، كان يحاول إخفاء وجهه خلف الأمتعة. وقال سينغ إن الحادث «صدمه حقا» لأنه كان أيضا رياضيا. لقد استلهم من قصة بعض اللاعبين الآخرين الذين عملوا كناسا أو باعوا ميدالياتهم.
أثناء قيامه بتقديم نصه، عمل سينغ أيضًا على قدرته على التحمل من أجل الدور من خلال الجري والقفز والتدريب على القلب لمدة ساعتين كل يوم. أصر سينغ على أنه يجب أن يكون الممثل الرئيسي للفيلم، لكن لم يوافق أي منتج على ذلك. في النهاية، علم المخرج أنوراغ كاشياب بالسيناريو. كان قد عمل في وقت سابق مع سينغ في ثلاثة أفلام: جانج أوف واسيبور (2012) واسلكي مومباي (2013) وأغلي (2014). شعر كاشياب أن السيناريو مشابه جدًا لروكي (1976) وطلب من سينغ أن يريه «روكي» في الهند. ومع ذلك، وجد كاشياب تسلسلًا واحدًا في النص حيث يحاول بطل الرواية الحصول على وظيفة حكومية مثيرة للاهتمام. قال إنه سيخرج الفيلم بشرطين: سيغير السيناريو قليلاً، وسينغ بحاجة إلى «أن يبدو مثل الملاكم».
بالنسبة إلى كاشياب، كانت الملاكمة وقضية نارسينغ بانشام ياداف، المتهم بتعاطي المنشطات، هي التي دفعته إلى إخراج الفيلم. قال سينغ إنه كان على علم بـ «السياسة والتحيز الطبقي وصراعات السلطة في الجمعيات الرياضية» لكن كاشياب طور الجانب الاجتماعي والسياسي من النص. للتحضير لهذا الدور، لم يجد سينغ سوى مقاتلي فنون القتال المختلطة في مومباي، والذين كانوا مكلفين. ربطه كاشياب بالملاكم فيجندر سينغ، الذي جعله على اتصال بالمدربين في باتيالا. باع سينغ كل متعلقاته وغادر مومباي في نفس الليلة للتدريب بعد أن قرر كاشياب أن يصنع الفيلم.
كتب كاشياب، سينغ، موكتي سينغ، كي دي ساتيام، رانجان تشاندل وبراسون ميشرا السيناريو النهائي. اتصل أناند إل راي بكاشياب وطلب منه توجيه مانماريزيان، لكن كاشياب قال إنه يريد جعل فيلم الملاكمون أولاً. كلاهما وافق على ذلك وقرروا المشاركة في إنتاج الفيلم. في يوليو 2017، تم التأكيد على أنهم سيعملون معًا على الفيلم. تدور أحداث الفيلم في منطقة بريلي في ولاية أوتار براديش وهي مستوحاة من عدة حوادث حقيقية. يتعامل فيلمُ الملاكمون أيضًا مع مسألة النظام الطبقي وقضيّة تقديس الأبقار في الهند. تدرب سينغ لمدة عام على لعب الدور مع المدرب أنوديب سينغ، الملاكم السابق، الذي كان يدرب الناس مجانًا ويدير مرآبًا. تم استخدام قصته عند البحث عن الفيلم. تم تدريبه أيضًا على يد هاربريت سينغ، الذي كان مدربًا لفريق الملاكمة الهندي. ولم يكشف سينغ لمدربيه عن استعداده لدور في فيلم. قال مدربوه إن سينغ كان يتعلم الملاكمة في السن الذي عادة ما يتقاعد فيه الملاكمون. بدأ تدريب سينغ في معهد نيتاجي سوبهاس الوطني للرياضة، باتيالا، قبل عام من التصوير. أثناء التدريب، لم يستطع رؤية اللكمات القادمة وتعرض لضربٍ حقيقي كل يوم، وفي إحدى المراحل كسر بعض الأضلاع. في وقت لاحق، تعلم كيفية مواجهة والدفاع عن نفسه. تدرب لأكثر من 700 يوم وأصيب عدة مرات.

### تجارب الأداء
الممثلة المسرحية في دلهي زويا حسين تظهر لأول مرة في الفيلم وهي تلعب دور فتاة صامتة. كان كاشياب يرغب في العمل معها بعد مشاهدة فيلمها ثري أند هالف تايكس، الذي أحبه. للتحضير لهذا الدور، أمضت حسين عدة أشهر في تعلم اللغة غير اللفظية والسلوكيات من خبير لغة الإشارة سانجيتا غالا. قالت كاشياب إن إعاقتها ترمز إلى نقص صوت النساء في منطقتها.
يلعب رافي كيشان دور سانجاي كومار، الملاكم الفاشل الذي يعلم شرافان كومار الملاكمة. تم اختياره من قبل المخرج موكيش تشابرا. راجيش تيلانج يلعب دور والد شرافان. جيمي شيرجيل كان يلعبُ دور الخصم، بهاجوان داس ميشرا. كان سادهانا سينغ أيضًا جزءًا من الفيلم. كما يظهر في الفيلم الملاكمان الحقيقيانِ نيراج غويات وديباك تانوار.

### التصوير

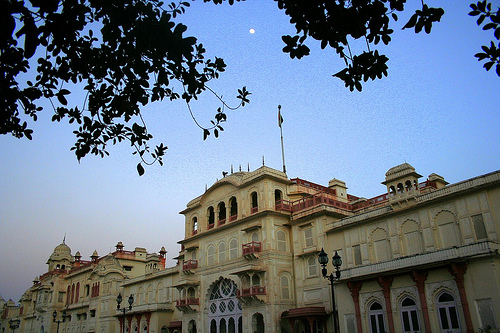
استعدادًا لدوره، تدرب سينغ كملاكم في معهد نيتاجي سوبهاس الوطني للرياضة.

أرسل كاشياب مدير وحدته الثانية، ساقيب باندور، لتسجيل بطولات الملاكمة، والتي تم إعادة إنشائها بعد ذلك باعتبارها بطولات الدولة للفيلم. لقد شهدوا بطولة ملاكمة تجري تحت خيمة بدون جمهور حيث تم استخدام حلبة الملاكمة لشيء آخر. أدرك كاشياب أيضًا أنه بعد حضور بطولة ملاكمة فعلية في شمال الهند، لم يكن هناك جمهور باستثناء «الأشخاص في السلطة الذين يقررون أي ملاكم ينبغي أن يمثل الولاية ومن لن يمثله». قال كاشياب لسينغ ألا يقوم بـ «تدريب فيلمي» بل أن يصبح ملاكمًا متشددًا. لم يتم استخدام مصمم رقصات ملاكمة أو مديري حركة للفيلم. شاهد كاشياب أيضًا العديد من أفلام هوليوود حول الملاكمة. أثناء التصوير، قاتل مع ملاكمين حقيقيين على المستوى الدولي بدون تصميم الرقص فكسر ضلع ويده. قال كاشياب إن الممثلين في الأفلام الرياضية «يعرضون أنفسهم أكثر من اللازم»، في حين أن سينغ «اختفى للتو» في الدور. صُوّر الفيلم في باريلي، فاراناسي ولكناو في مايو 2017.
كان الفيلم هو أول فيلم للمغنية والملحنة راتشيتا أرورا كمؤلفة. أوصى بها ماكراند ديشباندي إلى كاشياب. كانت تلعب معه وكانت تقف بالخارج في موقف للسيارات. سمع كاشياب أغنية من تأليف أرورا واقترب منها، ووقع معها لاحقًا على الفيلم. قام كل من آرتي باجاج وأنكيت بييادهار بتحرير الفيلم، بينما عمل شانكر رامان وراجيف رافي وجايش ناير كمخرجين للتصوير الفوتوغرافي.

## الموسيقى
قام براشانت بيلاي بتأليف النوتة الموسيقية وألحان راتشيتا أرورا الموسيقى التصويرية لألبوم الفيلم مع تأليف نوكليا أغنية واحدة «بينترا». كتب حسين حيدري وفنيت كومار سينغ كلمات الأغاني. أغنية واحدة، «مشكيل هاي أبنا ميل بري»، كتبها المؤلف والسياسي سونيل جوغي بناءً على قصيدته الخاصة. تم حذف أغنية أخرى «بلوند بالما» من الفيلم. كتب سينغ كلمات أغنيتين بعد أن أراده كاشياب أن يؤلف «ديزي راب»، على غرار الأغنية التي كتبها لـفيلم أغلي (2014). قام براشانت بيلاي بتأليف نتيجة الخلفية. تم تقديم الأغاني من قبل ديفين وبريجيش شانديليا وسواروب خان وراشيتا أرورا وديف أريجيت وفيجاي أروروا وكوشبو راج وديباك ثاكور وسوخويندر سينغ. تم إصدار الألبوم في 23 ديسمبر 2017 تحت العلامة التجاريّة إروس ميوزك.
تلقى الألبوم بشكل عام استجابة إيجابية. وصفها سانشو خورانا من ذا إنديان إكسبرس بأنها "قوية" واستشهد بـ «بينترا» باعتبارها "واحدة من أفضل أغاني الراب الهندية التي سمعناها منذ فترة طويلة." وأشاد ديباراتي سين من صحيفة تايمز أوف إنديا بالألبوم وكتب: "لقد بقيت أتساءل عما يستحق أقصى قدر من التصفيق - الموسيقى الإبداعية أو الكلمات الذكية أو الأداء العاطفي.
| #   | عنوان                            | المدة |
| --- | -------------------------------- | ----- |
| 1.  | "Paintra"                        | 3:52  |
| 2.  | "Mushkil Hai Apna Meil Priye"    | 5:54  |
| 3.  | "Paintra" (Extended Version)     | 3:52  |
| 4.  | "Bahut Hua Samman"               | 4:33  |
| 5.  | "Bahut Dukha Mann"               | 4:40  |
| 6.  | "Chhipkali"                      | 3:28  |
| 7.  | "Saade Teen Baje"                | 3:28  |
| 8.  | "Adhura Main"                    | 2:57  |
| 9.  | "Bahut Hua Samman" (EDM Version) | 5:18  |
| 10. | "Haathapai"                      | 4:13  |

## الإفراج والاستقبال
عُرض فيلم الملاكمون لأول مرة في مهرجان تورنتو السينمائي الدولي لعام 2017 وتم عرضه أيضًا في مهرجان مامي السينمائي لعام 2017، حيث قوبل بحفاوة بالغة. كان من المقرر أصلاً عرض الفيلم في 10 نوفمبر 2017، لكن التاريخ انتقل إلى 12 يناير 2018. صدر الملاكمون جنبا إلى جنب مع كالكندي و1921 على حوالي 1100 شاشات في مختلف أنحاء الهند. تم إجراء عرض خاص للممثلين وطاقم العمل قبل الإصدار المسرحي. الفيلم متاح أيضًا بتنسيق دي في دي وفي منصة البث عبر الإنترنت، زي فايف.

### الاستقبال النقدي
تلقى فيلم الملاكمون مراجعات إيجابية في الغالب من النقاد مع مدح خاص لأداء سينغ. ورد راجيف ماساند بإيجابية قائلاً: «[..] يضمُّ الفيلم شخصيات أصيلة ومتأصلة بقوة في المشهد، يرى الفيلم كاشياب على أرض صلبة». ومع ذلك، شعر أن الفيلم كان «طويلاً ومشتتًا في بعض الأحيان». شعر أنيرود باتاتشاريا من أوتلوك أن الفيلم كان «أثقل قليلاً» لكنه قال، «هذا ليس الثور الهائج، إنه رائع فقط.»  أطلق عليه رجا سين لقب أفضل فيلم لكاشياب، المصنوع «بحساسية فيلمية قديمة ولكن بمهارات حديثة للغاية». كما أشاد بسينغ على «الأداء الرائع، لأسباب ليس أقلها جسديته الأصيلة بشكل مذهل». وهندوستان تايمز أشاد بحسين وسينغ. وأشار إلى أنه على الرغم من أن حسين «تفتقر إلى الكلمات»... «فإن عينيها ليستا كذلك»، وأثنى على سينغ لتقديمه «أداء سنعتز به جميعًا لسنوات». كما أطلق عليه فاتس «أفضل فيلم في العام الماضي أو نحو ذلك».
أشارت رينوكا فيافاهير من صحيفة تايمز أوف إنديا إلى الفيلم على أنه «ضربة قاضية كاملة» وكتبت: «لا يجب تفويت فيلم ليس مجرد ملاكمة لأنه يقدم رسالة أكثر صلة بعالم اليوم». كتب نامراتا جوشي في الصحيفة الهندوسية: «هذا ليس في أي حال احتفال الرياضية ولكن نظرة فاحصة الأنف في تفشي الفساد والمحسوبية السياسة في صلب الألعاب، والحياة بشكل عام، وخاصة في ولاية اوتار براديش». أشاد سايبال شاترجي من إن دي تي في بأداء حسين وزويا وموضوع تقديس الأبقار وكتب: «شاهدته لأنه أحد أكثر الأفلام أهمية التي خرجت من صناعة السينما في مومباي في الآونة الأخيرة.»
أشادت أنوباما شوبرا بالتحول الجسدي لسينغ بالإضافة إلى «التحول الداخلي»، على الرغم من أنها أعربت عن قلقها بشأن وقت تشغيل الفيلم الذي «يرهقك فقط». كتب مايانك شيكار: «فيلم الملاكمون يمثل عودة كاشياب الرائعة إلى عالم يفهمه ويعبر عنه بشكل أفضل - بكل عيوبها وقلقها وروح الدعابة، إشارات ثقافة البوب تارانتينو-إيسك، مما يجعلها محزنة بقدر ما هي ممتعة وحقيقية». شعر راشيت جوبتا من فيلم فير أنه كان «الفيلم الأكثر نضجًا حتى الآن» لكاشياب مع «أجزاء من روكي، أون ذا ووترفرونت ومجموعة كاملة من روميو وجولييت». وصفها عدي بهاتيا بأنها «بداية مشجعة لعام الفيلم» وهي «مليئة بالمتعة وممتعة وعاجلة».
على العكس من ذلك، شعر سريهاري ناير من موقع ريديف دوت كوم أن الفيلم حاول تغطية الكثير من القضايا ووصفه بأنه "فيلم ثانوي من أنوراج كاشياب" يهدف إلى تحقيق نتائج منخفضة". قالت شبرا جوبتا من ذا إنديان إكسبرس إن "اللكمات تقع في المكان المناسب تمامًا" عندما يتم تناول التمييز الطبقي في الفيلم. كما شعرت أن "الفيلم يتعثر عندما ينزلق إلى الميلودراما". كتب تانول ثاكور من ذا وير: "فيلم الملاكمون فشل في تجاوز سطح الحقائق الطبقية". وقالت شيلبا جامخانديكار، مراسلة رويترز إن الفيلم "يحاول توجيه الكثير من اللكمات، وبفعله هذا، فإنه يخطئ الهدف".
من بين المراجعين الخارجيين، كتبت ديبورا يونغ من هوليوود ريبورتر في تعليق إيجابي: «حيوية وسينمائية وسياسية وليست فقط لعشاق الرياضة». ذكر دافيد دارشي من سكرين إنترناشيونال في مراجعته: «كاشياب تمكن من تجميع عدم المساواة الطبقية والفساد والانتصار على الإعاقة في ميلودراما رومانسية مبنية حول حلبة الملاكمة.» وصفت ويندي إيدي الفيلم بأنه مثال على «صناعة الأفلام الشجاعة والقاسية» مع حوارات «قذرة بقوة»، والعنف «الذي لا يتزعزع والموسيقى المحملة بالتلميحات». أطلق عليه مايك مكاهيل من صحيفة الجارديان «نقد اجتماعي شديد الضرب مقنَّع في شكل فيلم رياضي».